# Ulf von Euler
 Der er for få eller ingen kildehenvisninger i denne artikel, hvilket er et problem. Du kan hjælpe ved at angive troværdige kilder til de påstande, som fremføres i artiklen.

Ulf Svante von Euler-Chelpin (født 7. februar 1905 i Stockholm i Sverige- død 9. marts 1983 i Stockholm) var en svensk fysiolog. Han vandt og delte Nobelprisen i fysiologi eller medicin sammen med den amerikanske biokemiker Julius Axelrod og den britiske biofysiker Sir Bernard Katz i 1970. De blev anerkendt for deres separate studier af, hvordan nerveimpulser fungerer.
Ulf von Euler var søn af den tysk-svenske biokemiker og nobelprisvinder Hans von Euler-Chelpin.
Efter sin eksamen fra Karolinska Institutet i Stockholm tjente Euler som fakultetsmedlem der fra 1930 til 1971. Han blev medlem af Nobelkomitéen for fysiologi og medicin i 1953 og var præsident for Nobelstiftelsen fra 1966 til 1975.
Eulers mest betydningsfulde bidrag var identifikationen af noradrenalin (norepinephrin) som den vigtigste neurotransmitter i det sympatiske nervesystem og viste, at det opbevares i nervefibre. Denne opdagelse var afgørende for videre forskning, herunder Axelrods arbejde med enzymet, der hæmmer noradrenalin og dets genoptagelse af nervevæv. Euler opdagede også prostaglandiner, hormoner, der stimulerer muskelkontraktion og regulerer det kardiovaskulære og nervesystemet.